# Nikon (Fomin)
Nikon, imię świeckie Nikołaj Giennadijewicz Fomin (ur. 7 stycznia 1963 w Mord-kanadiej) – rosyjski biskup prawosławny. 

## Życiorys
Ukończył technikum rolnicze w Biedno-Diemjanowsku (obwód penzeński). W latach 1982–1984 odbywał zasadniczą służbę wojskową. 11 września 1985 biskup iwanowski i kinieszemski Ambroży wyświęcił go na diakona i skierował do służby w soborze Przemienienia Pańskiego w Iwanowie. W tym samym roku diakon Nikołaj Fomin złożył wieczyste śluby mnisze przed tym samym hierarchą, przyjmując imię Nikon na cześć świętego mnicha Nikona z Radoneża. Kontynuował służbę w soborze w Iwanowie do 1990, gdy został włączony do wspólnoty Szartomskiego Monasteru św. Mikołaja we Wwiedienju w charakterze ekonoma. 18 października 1990 biskup Ambroży wyświęcił go na hieromnicha. W lutym roku następnego został przełożonym wspólnoty, w której przebywał, zaś w 1992 został archimandrytą. 
W 1998 ukończył seminarium duchowne w Samarze, równolegle studiował na Państwowym Uniwersytecie Pedagogicznym w Szui, gdzie ukończył studia religioznawcze. Po uzyskaniu dyplomu zatrudniony jako wykładowca tegoż uniwersytetu, ze stopniem naukowym docenta w katedrze religioznawstwa. 
7 czerwca 2012 Święty Synod Rosyjskiego Kościoła Prawosławnego nominował go na biskupa szujskiego i tiejkowskiego, pierwszego ordynariusza nowo powstałej eparchii. Jego chirotonia biskupia odbyła się 1 lipca tego samego roku w soborze Trójcy Świętej w Briańsku z udziałem konsekratorów: patriarchy moskiewskiego i całej Rusi Cyryla, metropolitów sarańskiego i mordowskiego Warsonofiusza i wołokołamskiego Hilariona, arcybiskupów kurskiego i rylskiego Hermana, czernihowskiego i nowogrodzko-siewierskiego Ambrożego, biskupów iwanowo-wozniesieńskiego i wiczuskiego Józefa, briańskiego i siewskiego Aleksandra, homelskiego i żłobińskiego Stefana, sołniecznogorskiego Sergiusza, smoleńskiego i wiaziemskiego Pantelejmona, rybińskiego i uglickiego Beniamina, karagandyjskiego i szachtyńskiego Sebastiana, pietropawłowskiego i kamczackiego Artemiusza, salechardzkiego i nowo-uriengojskiego Mikołaja, arseniewskiego i dalniegorskiego Guriasza, iskitimskiego i czeriepanowskiego Łukasza oraz karasuckiego i ordyńskiego Filipa.
W czerwcu 2016 został przeniesiony na katedrę astrachańską, a kilka dni później podniesiony do godności metropolity i mianowany zwierzchnikiem metropolii astrachańskiej.